# Бронепалубни корвети тип „Витяз“
Витяз (на руски: Витязь) са серия бронепалубни корвети на Руския Императорски флот. Всичко от проекта са построени два кораба: „Витяз“ (на руски: Витязь) и „Ринда“ (на руски: Рында). Корабите са родоначалници на бронепалубните съдове в руския флот.

## Строителство
Проектът на бронепалубните корвети тип „Витяз“ става първият кораб в Руския флот, който може да се отнесе към бронепалубните крайцери.
Първият командир на корветата „Витяз“ е капитан 1-ви ранг Степан Осипович Макаров. По заповед на Макаров са проведени изпитания на кораба за водонепроницаемост. След тях „Витяз“ е доработен и частично преустроен. Екипажът е от 372 до 396 души.

## Конструкция
Корпусът е стоманен. Обшит е с дървесина, отгоре на която са занитени медни пластини. Всичко това е, за да се препятства обрастването на подводната част на кораба. В процеса на строителство е решено да се постави на кораба и бронирана палуба.

## Въоръжение
Въоръжението се състои от десет 152 mm, четири 87 mm и десет 47 mm оръдия.

## Силова установка
„Витязите“ са снабдени с парна машина и имат развито ветрилно въоръжение.
В процеса на експлоатация се изясняват недостатъците в конструкцията на кораба. В частност силовата установка е ненадеждна и не достатъчно мощна. Планираната скорост от 15 възела се достига само при попътно течение. Реалната скорост на кораба е 14 възела.